# Woody Allen
Woody Allen, właśc. Allan Stewart Konigsberg (ur. 30 listopada 1935 w Nowym Jorku) – amerykański scenarzysta, reżyser, aktor, muzyk, producent, pisarz i kompozytor.
Określany twórcą „intelektualnej komedii”. Uchodzi za jednego z najbardziej uznanych amerykańskich reżyserów. Jego filmy bazują na literaturze, seksualności, filozofii, psychologii, jego żydowskim pochodzeniu, filmie europejskim i Nowym Jorku, gdzie mieszka.

## Życiorys
Allan Stewart Konigsberg urodził się 30 listopada 1935 na Brooklynie. Jest synem Żydów, Nettie oraz Martina Konigsbergów. Ma siostrę, Letty (ur. 1943), z którą pozostaje w przyjacielskich stosunkach. Rodzice chcieli, żeby został farmaceutą lub lekarzem, on jednak od wczesnej młodości interesował się filmem (pasję tę wyniósł z domu rodzinnego), słuchał też chętnie radiowych programów komediowych i oglądał występy komików. Według Fostera Hirscha Allen zdecydował, że sam zostanie komikiem już w wieku siedmiu lat, po obejrzeniu w kinie Drogi do Maroka. W latach 1948–1952 uczęszczał do szkoły średniej (Midwood High School na Brooklinie). Jako uczeń zdobywał raczej przeciętne oceny, szkoła budziła w nim niechęć. Przez osiem lat uczył się w szkole języka hebrajskiego. W wieku 16 lat nauczył się grać na klarnecie, a od 1973 zaczął regularnie występować w lokalu Michael’s Pub. Poza tym występował ze swoimi programami kabaretowymi w klubach nocnych. W okresie nastoletnim sprzedawał żarty do gazet, niedługo później zaczął tworzyć materiały do radiowej audycji Petera Linda Hayesa. W tym okresie dorabiał, pisząc skecze dla Boba Hope’a, Sida Caesara i Pata Boone’a oraz dowcipy i gagi dla Guya Lombardo, Sammy Kayne i Arthura Murraya; do tej pracy zatrudnił go agent David O. Albert. W ten sposób zarabiał 25 dol. tygodniowo, pisząc ok. 30 żartów dziennie.

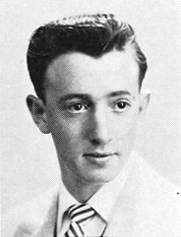
Woody Allen (1953)

W wieku 17 lat legalnie zmienił nazwisko na Woody Allen. W 1952 podpisał kontrakt z agencją William Morris Agency. W tym samym roku rozpoczął naukę na Uniwersytecie Nowojorskim, ale został z niej wyrzucony wskutek niezdania egzaminu z produkcji filmowej. Następnie uczęszczał na zajęcia filmowe do Kolegium Miejskiego Uniwersytetu Nowojorskiego, jednak naukę przerwał po tygodniu. Ostatecznie nie zdobył wyższego wykształcenia.
W filmie zadebiutował w 1965, występując w komedii Clive’a Donnera Co słychać, koteczku?, do której także napisał scenariusz. W następnym roku dokonał przeróbki japońskiej komedii sensacyjnej Kokusai himitsu keisatsu: Kagi no kagi (Jak się masz koteczku?), a także wyprodukował swój pierwszy spektakl teatralny – Nie wkładaj palca między drzwi. W 1969 zadebiutował jako reżyser filmowy parodią filmu gangsterskiego Bierz forsę i w nogi, do którego napisał scenariusz, a premierę na Broadwayu miał spektakl Zagraj to jeszcze raz, Sam, którego był scenarzystą i w którym zagrał główną rolę Allana Felixa. W kolejnych latach wyreżyserował i stworzył scenariusze do filmów: Men of Crisis: The Harvey Wallinger Story (1971), Bananowy czubek (1971), Wszystko, co chcielibyście wiedzieć o seksie, ale baliście się zapytać (1972) i Śpioch (1973), w których dodatkowo zagrał główne role. W 1976 premierę miał Figurant, w którym zagrał rolę Howarda Prince’a; był to pierwszy film, w który był zaangażowany wyłącznie jako aktor.
Punktem zwrotnym w jego filmowej twórczości stał się film Annie Hall (1977), w którym zagrał główną rolę Alvy’ego „Maxa” Singera. W 1978 za tę produkcję otrzymał dwie Nagrody Akademii Filmowej – za najlepszą reżyserię i scenariusz oryginalny – na 50. gali wręczenia Oscarów, ponadto był nominowany do Oscara dla najlepszego aktora w roli głównej. Nie stawił się jednak na uroczystości, ponieważ w tym czasie grał koncert w Nowym Orleanie. W tym samym roku za Annie Hall otrzymał także dwie Nagrody Brytyjskiej Akademii Filmowej – za najlepszą reżyserię i najlepszy scenariusz, a także był nominowany do Złotego Globu w trzech kategoriach: Najlepszy scenariusz, Najlepszy reżyser i  Najlepszy aktor w filmie komediowym lub musicalu. W sierpniu 1978 premierę miał jego kolejny film – Wnętrza, który został chłodno przyjęty przez krytyków.
W 1980 zaprezentował film Wspomnienia z gwiezdnego pyłu. Mimo że produkcja nie zdobyła uznania ani krytyków, ani publiczności, Allen wymienia ją jako jedną ze swoich najbardziej udanych dzieł. W kwietniu 1981 wystawił sztukę The Floating Light Bulb na scenie Vivian Beaumont Theather w Lincoln Center. W 1983 premierę miał jego kolejny film – Zelig, w którym zagrał tytułową rolę Leonarda Zeliga, mężczyzny tak zdesperowanego akceptacji i sympatii innych, że przejmuje cechy osobowości i wygląd fizyczny osób z jego otoczenia. Film zdobył uznanie krytyków, a w 1984 zapewnił Allenowi nagrodę im. Francesco Pasinettiego na 40. Międzynarodowym Festiwalu Filmowym w Wenecji oraz nominację do Złotego Globu dla najlepszego aktora w filmie komediowym lub musicalu i Nagrody Brytyjskiej Akademii Filmowej za najlepszy scenariusz oryginalny.
W 1993 zaprezentował film Tajemnica morderstwa na Manhattanie, a jego premiera zbiegła się z rozprawą sądową między Allenem a Mią Farrow o opiekę nad ich dziećmi. Rok później wypuścił Strzały na Broadwayu, które zdobyły uznanie krytyków.

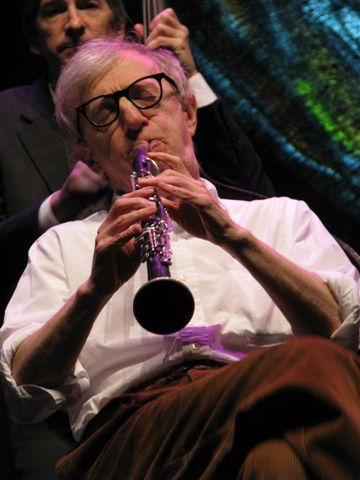
Woody Allen podczas występu w Warszawie (28 grudnia 2008)

Jest klarnecistą jazzowym. Jego występy jako klarnecisty w Europie były przedmiotem filmu dokumentalnego Wild Man Blues. 28 grudnia 2008 wystąpił z zespołem Woody Allen and his New Orleans Jazz Band w warszawskiej Sali Kongresowej. Drugi swój koncert w Polsce dał 23 marca 2011 w Centrum Kultury Katowice im. Krystyny Bochenek.

## Charakterystyka filmowa i inspiracje
Początkowo kręcił lekkie komedie, od połowy lat 70. wplatywał do filmów mroczniejsze wątki, czym zaczął zjednywać sobie krytyków. Filmem Wnętrza rozpoczął karierę jako reżyser dramatów. Podczas pracy nad filmami przedkłada improwizację ponad treść scenariusza. W filmach często porusza temat śmierci. Podczas realizowania filmów uwzględnia budżet na ewentualny wynajem planu zdjęciowego na kolejne kilka tygodni w celu dokręcenia brakujących scen.
Na początku kariery stand-uperskiej wzorował się na Morcie Sahlu. Jako swoich idoli wymienia twórców, takich jak Sugar Ray Robinson, Willie Mays, Louis Armstrong, Ingmar Bergman i bracia Marx, ponadto w młodości inspirowali go dramaturg George Kaufman i humorysta S. J. Perelman. Ceni sobie także twórczość Michelangelo Antonioniego, Jean Renoira i Luis Buñuela, a także Eugène’a Ionesco, Jeana Geneta, Samuela Becketta i Franza Kafki.
W wielu filmach przedstawia Nowy Jork, który jest jego ulubionym miastem. W latach 2004–2014 nakręcił osiem filmów w Europie.

## Życie prywatne

### Związki
W latach 1956–1962 był mężem Harlene Rosen. W 1966 poślubił Louise Lasser, jednak już w 1970 się rozwiedli. Po rozstaniu z drugą żoną łączyła go romantyczna zażyłość z Diane Keaton i Stacey Nelkin, a w latach 1976–1984 był związany z Babi Christiną Engelhardt. Od 1980 do 1992 pozostawał w nieformalnym związku z aktorką Mią Farrow, z którą miał dwoje adoptowanych dzieci – syna Moshe „Mosesa” i córkę Mallone, a także jedyne biologiczne dziecko Ronana Farrowa (ur. 19 grudnia 1987). W czasie trwania związku reżyser i aktorka nigdy nie zamieszkali razem; Allen mieszkał sam, a Farrow razem z dziećmi. W 1997 poślubił Soon-Yi Previn, z którą adoptował dwie córki: Bechet Dumaine (ur. 1999 w Chinach) i Manzie Tio (ur. 2000 w Teksasie).

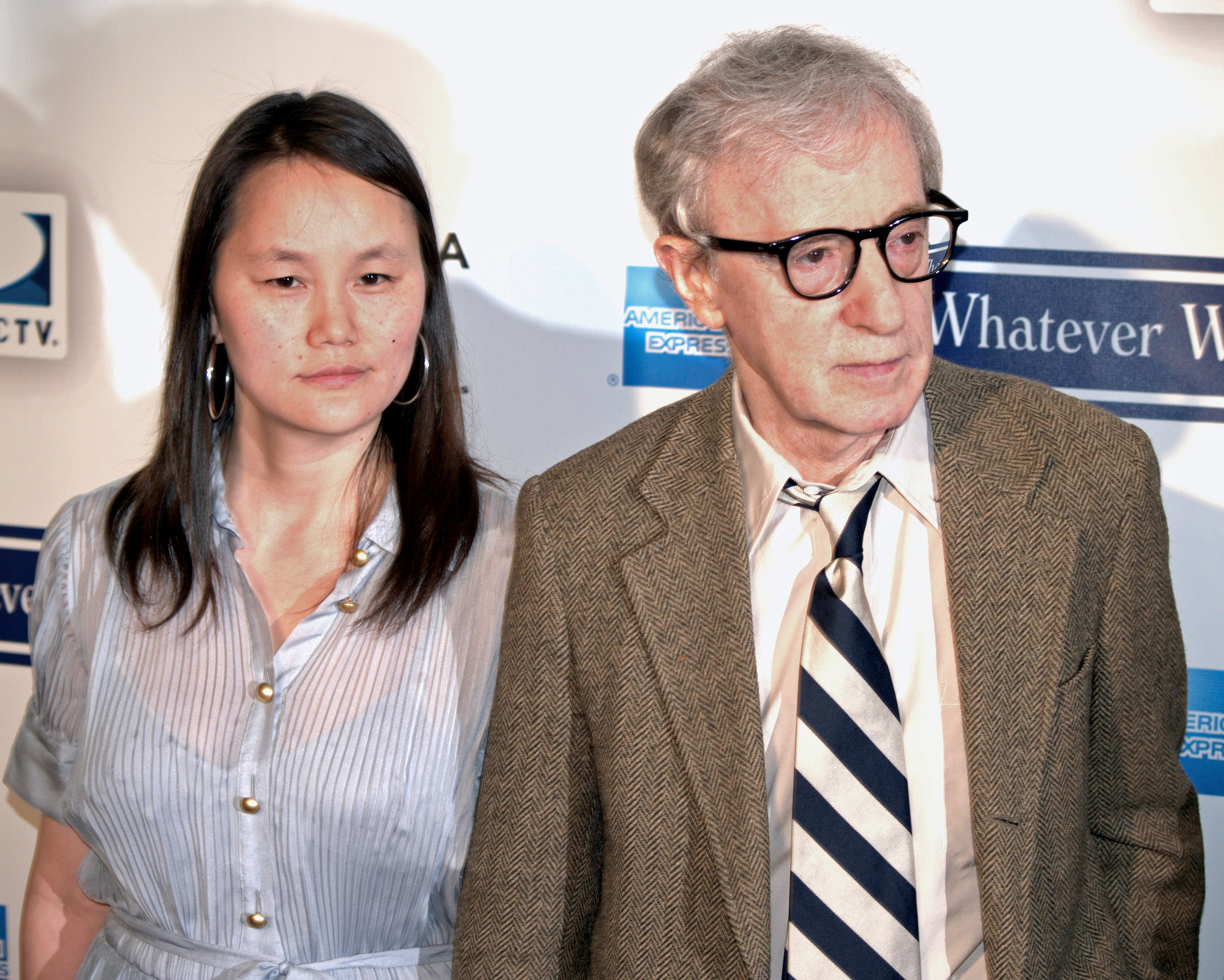
Soon-Yi Previn i Allen (2009)

### Kwestia ojcostwa
W udzielonym w 2013 wywiadzie Mia Farrow wyznała, że jej syn Ronan może być „prawdopodobnie” biologicznym dzieckiem jej pierwszego męża, Franka Sinatry. W odpowiedzi na te informacje córka piosenkarza, Nancy, stwierdziła, że „Ronan Farrow nie jest jej bratem” i jest to „nonsens”, który należy odebrać jako żart. Przytoczyła słowa ojca, który kwitował swój związek z Farrow jak „odległą przeszłość”. Z kolei wdowa po Sinatrze, Barbara Sinatra, określiła te informacje jako „fałszywe”. Na pytanie gazety „Times” Allen nie wykluczył tego, że Ronan nie jest jego synem, ale jednocześnie stwierdził, że jeśli to prawda, to Farrow kłamała pod przysięgą w sądzie i wyłudziła od niego wysokie alimenty na syna. Allen łożył także na pozostałą dwójkę swoich dzieci.
Po rozstaniu z Farrow to ona wygrała w sądzie prawo do opieki nad dziećmi. Allenowi odmówiono prawa do odwiedzin Mallone, a z Ronanem mógł się spotykać tylko pod nadzorem. Moses, który miał wtedy 15 lat, nie zdecydował się na widywanie Allena, ale w wieku 36 lat odnowił z nim kontakt. Farrow starała się o sądowe anulowanie adopcji dzieci przez Allena, lecz sąd odmówił, więc wciąż jest ich prawnie potwierdzonym ojcem. Jedynym dzieckiem ze związku z Farrow, które wciąż utrzymuje kontakt z Allenem, jest Moses.

### Zarzuty o nadużycia seksualne
W 1992 Mia Farrow otrzymała pełną opiekę nad dziećmi, w postępowaniu zbadano oskarżenia o nadużycia seksualne i stwierdzono, że nie można ich wykluczyć. Sędzia uzasadnił swoje stanowisko, w 33-stronicowym orzeczeniu stwierdzając, że zachowanie Allena w stosunku do adoptowanej córki, Dylan Farrow, było „rażąco nieodpowiednie, i że należy podjąć środki, aby ją chronić”.
W 1993 Mia Farrow i Woody Allen toczyli długą publiczną batalię o prawo do opieki nad dziećmi. Przed postępowaniem Farrow zgłaszała obawy, że jej adoptowana córka Dylan była molestowana seksualnie przez Allena, gdy ta miała wtedy siedem lat. Powołany w tej sprawie zespół medyczny policji stwierdził, że Dylan „nie była molestowana”, powołując się przy tym na jej sprzeczne oświadczenia. Naczelny lekarz zespołu medycznego policji powiedział pod przysięgą, że Dylan „albo wymyśliła te historie pod wpływem stresu życia w zmiennym i niezdrowym domu, albo że zostało to osadzone w jej umyśle przez matkę”, ponieważ dziewczynka przedstawiała historie w sposób „niespójny”. Sędzia w wyniku tych badań stwierdził, że nadużycia seksualne są niejednoznaczne. New York Department of Social Services po 14 miesiącach śledztwa zamknęło sprawę i stwierdziło, że „nie znaleziono wiarygodnych dowodów, że niniejsze dziecko było ofiarą nadużyć lub maltretowania”, dlatego uznano raport za „nieuzasadniony”.
W lutym 2014 Dylan Farrow powtórzyła zarzuty w liście otwartym opublikowanym przez Nicholasa Kristofa, przyjaciela Mii Farrow, na swoim blogu na stronie internetowej The New York Timesa, w którym opisała, jak Allen rzekomo wykorzystał ją seksualnie na strychu w letnim domu w Connecticut, gdy bawiła się kolejką brata. Allen ponownie odrzucił zarzuty, nazywając je „nieprawdziwymi i haniebnymi”, a następnie opublikował swoją odpowiedź na łamach The New York Timesa. Starszy brat Dylan, Moses Farrow, bronił Allena, stwierdzając na stronach magazynu People, że „oczywiście, że Woody nie molestował mojej siostry”. Mówił także, że ich matka manipuluje dziećmi, aby nienawidziły Allena i „w ten mściwy sposób zemścić się na nim za jego związek z Soon-Yi”. Dylan zaprzeczyła, że była trenowana w nienawiści przez matkę.

### Inne informacje
Jest ateistą. Cierpi na awiofobię, czyli lęk przed lataniem samolotem. Jest wegetarianinem.

## Nagrody i nominacje

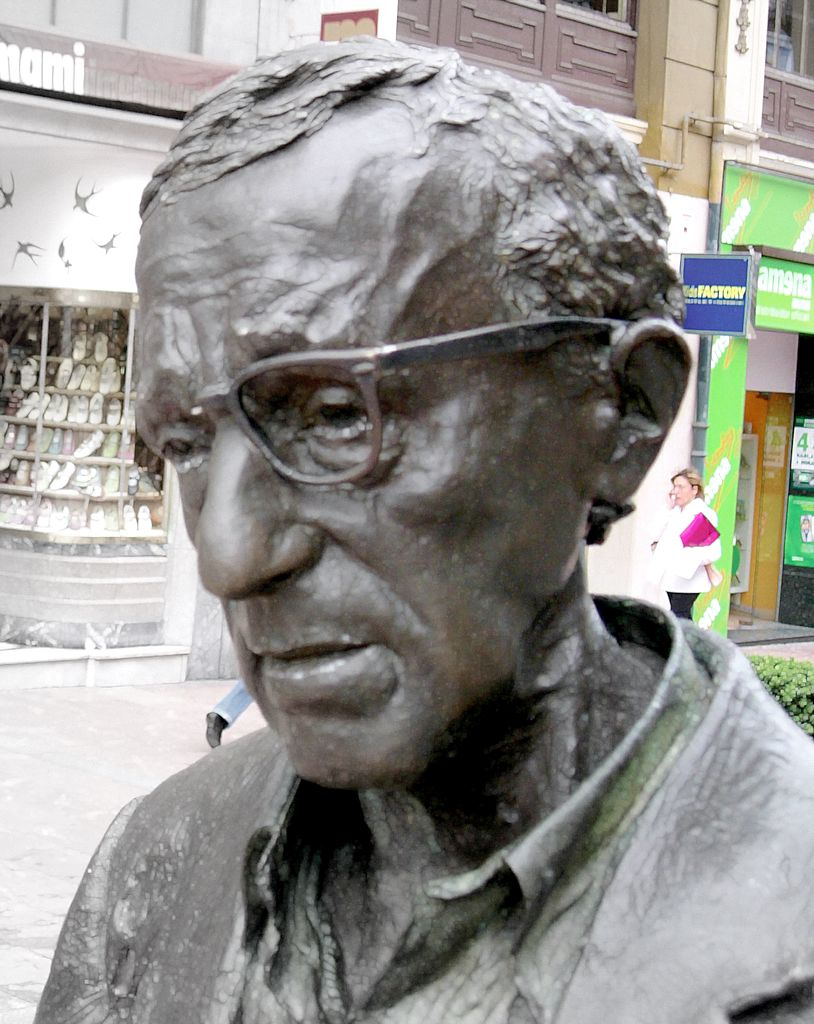
Pomnik Woody’ego Allena w Oviedo w Hiszpanii

Zdobywca 137 nagród filmowych, w tym czterech Oscarów, za reżyserię (Annie Hall) i scenariusz (Annie Hall, Hannah i jej siostry i O północy w Paryżu). Oprócz tego ponad dwudziestokrotnie do tej nagrody nominowany (w tym 16-krotnie za scenariusz – najwięcej w historii).
W 2002 podczas festiwalu filmowego w Cannes, jako drugi reżyser w historii (po Ingmarze Bergmanie) otrzymał „Palmę palm” za „specjalne osiągnięcia”.

### Nagroda Akademii Filmowej
| Rok  | Kategoria                       | Za                     | Wynik     |
| ---- | ------------------------------- | ---------------------- | --------- |
| 2014 | Najlepszy scenariusz oryginalny | Blue Jasmine           | Nominacja |
| 2012 | Najlepszy scenariusz oryginalny | O północy w Paryżu     | Wygrana   |
| 2012 | Najlepsza reżyseria             | O północy w Paryżu     | Nominacja |
| 2006 | Najlepszy scenariusz oryginalny | Wszystko gra           | Nominacja |
| 1998 | Najlepszy scenariusz oryginalny | Przejrzeć Harry’ego    | Nominacja |
| 1996 | Najlepszy scenariusz oryginalny | Jej wysokość Afrodyta  | Nominacja |
| 1995 | Najlepsza reżyseria             | Strzały na Broadwayu   | Nominacja |
| 1995 | Najlepszy scenariusz oryginalny | Strzały na Broadwayu   | Nominacja |
| 1993 | Najlepszy scenariusz oryginalny | Mężowie i żony         | Nominacja |
| 1991 | Najlepszy scenariusz oryginalny | Alicja                 | Nominacja |
| 1990 | Najlepsza reżyseria             | Zbrodnie i wykroczenia | Nominacja |
| 1990 | Najlepszy scenariusz oryginalny | Zbrodnie i wykroczenia | Nominacja |
| 1988 | Najlepszy scenariusz oryginalny | Złote czasy radia      | Nominacja |
| 1987 | Najlepsza reżyseria             | Hannah i jej siostry   | Nominacja |
| 1987 | Najlepszy scenariusz oryginalny | Hannah i jej siostry   | Wygrana   |
| 1986 | Najlepszy scenariusz oryginalny | Purpurowa róża z Kairu | Nominacja |
| 1985 | Najlepsza reżyseria             | Danny Rose z Broadwayu | Nominacja |
| 1985 | Najlepszy scenariusz oryginalny | Danny Rose z Broadwayu | Nominacja |
| 1980 | Najlepszy scenariusz oryginalny | Manhattan              | Nominacja |
| 1979 | Najlepsza reżyseria             | Wnętrza                | Nominacja |
| 1979 | Najlepszy scenariusz oryginalny | Wnętrza                | Nominacja |
| 1978 | Najlepsza reżyseria             | Annie Hall             | Wygrana   |
| 1978 | Najlepszy scenariusz oryginalny | Annie Hall             | Wygrana   |
| 1978 | Najlepszy aktor pierwszoplanowy | Annie Hall             | Nominacja |

### Złoty Glob
| Rok  | Kategoria                                        | Za                     | Wynik     |
| ---- | ------------------------------------------------ | ---------------------- | --------- |
| 2014 | Nagroda im. Cecila B. DeMille’a                  |                        | Wygrana   |
| 2012 | Najlepszy scenariusz                             | O północy w Paryżu     | Wygrana   |
| 2012 | Najlepszy reżyser                                | O północy w Paryżu     | Nominacja |
| 2006 | Najlepszy scenariusz                             | Wszystko gra           | Nominacja |
| 2006 | Najlepszy reżyser                                | Wszystko gra           | Nominacja |
| 1987 | Najlepszy scenariusz                             | Hannah i jej siostry   | Nominacja |
| 1987 | Najlepszy reżyser                                | Hannah i jej siostry   | Nominacja |
| 1986 | Najlepszy scenariusz                             | Purpurowa róża z Kairu | Wygrana   |
| 1984 | Najlepszy aktor w filmie komediowym lub musicalu | Zelig                  | Nominacja |
| 1979 | Najlepszy scenariusz                             | Wnętrza                | Nominacja |
| 1979 | Najlepszy reżyser                                | Wnętrza                | Nominacja |
| 1978 | Najlepszy scenariusz                             | Annie Hall             | Nominacja |
| 1978 | Najlepszy reżyser                                | Annie Hall             | Nominacja |
| 1978 | Najlepszy aktor w filmie komediowym lub musicalu | Annie Hall             | Nominacja |

### Nagroda Brytyjskiej Akademii Filmowej
| Rok  | Kategoria                        | Za                     | Wynik     |
| ---- | -------------------------------- | ---------------------- | --------- |
| 2014 | Najlepszy scenariusz oryginalny  | Blue Jasmine           | Nominacja |
| 2012 | Najlepszy scenariusz oryginalny  | O północy w Paryżu     | Nominacja |
| 1997 | Academy Fellowship               |                        | Wygrana   |
| 1996 | Najlepszy scenariusz oryginalny  | Strzały na Broadwayu   | Nominacja |
| 1993 | Najlepszy scenariusz oryginalny  | Mężowie i żony         | Wygrana   |
| 1991 | Najlepszy film                   | Zbrodnie i wykroczenia | Nominacja |
| 1991 | Najlepsza reżyseria              | Zbrodnie i wykroczenia | Nominacja |
| 1991 | Najlepszy scenariusz oryginalny  | Zbrodnie i wykroczenia | Nominacja |
| 1988 | Najlepszy film                   | Złote czasy radia      | Nominacja |
| 1988 | Najlepszy scenariusz oryginalny  | Złote czasy radia      | Nominacja |
| 1987 | Najlepszy film                   | Hannah i jej siostry   | Nominacja |
| 1987 | Najlepsza reżyseria              | Hannah i jej siostry   | Wygrana   |
| 1987 | Najlepszy scenariusz oryginalny  | Hannah i jej siostry   | Wygrana   |
| 1987 | Najlepszy aktor pierwszoplanowy' | Hannah i jej siostry   | Nominacja |
| 1986 | Najlepszy film                   | Purpurowa róża z Kairu | Wygrana   |
| 1986 | Najlepszy scenariusz oryginalny  | Purpurowa róża z Kairu | Wygrana   |
| 1985 | Najlepszy scenariusz oryginalny  | Danny Rose z Broadwayu | Wygrana   |
| 1984 | Najlepszy scenariusz oryginalny  | Zelig                  | Nominacja |
| 1980 | Najlepszy film                   | Manhattan              | Wygrana   |
| 1980 | Najlepsza reżyseria              | Manhattan              | Nominacja |
| 1980 | Najlepszy scenariusz             | Manhattan              | Wygrana   |
| 1980 | Najlepszy aktor pierwszoplanowy  | Manhattan              | Nominacja |
| 1978 | Najlepsza reżyseria              | Annie Hall             | Wygrana   |
| 1978 | Najlepszy scenariusz             | Annie Hall             | Wygrana   |
| 1978 | Najlepszy aktor pierwszoplanowy  | Annie Hall             | Nominacja |

### César
| Rok  | Kategoria                  | Za                                  | Wynik     |
| ---- | -------------------------- | ----------------------------------- | --------- |
| 2014 | Najlepszy film zagraniczny | Blue Jasmine                        | Nominacja |
| 2006 | Najlepszy film zagraniczny | Wszystko gra                        | Nominacja |
| 1998 | Najlepszy film zagraniczny | Wszyscy mówią: kocham cię           | Nominacja |
| 1994 | Najlepszy film zagraniczny | Tajemnica morderstwa na Manhattanie | Nominacja |
| 1993 | Najlepszy film zagraniczny | Mężowie i żony                      | Nominacja |
| 1992 | Najlepszy film zagraniczny | Alicja                              | Nominacja |
| 1987 | Najlepszy film zagraniczny | Hannah i jej siostry                | Nominacja |
| 1986 | Najlepszy film zagraniczny | Purpurowa róża z Kairu              | Wygrana   |
| 1980 | Najlepszy film zagraniczny | Manhattan                           | Wygrana   |
| 1978 | Najlepszy film zagraniczny | Annie Hall                          | Nominacja |

### Pozostałe
| Rok  | Nagroda       | Kategoria                                                    | Za                     | Wynik     |
| ---- | ------------- | ------------------------------------------------------------ | ---------------------- | --------- |
| 2012 | Goya          | Najlepszy scenariusz oryginalny                              | O północy w Paryżu     | Nominacja |
| 2007 | Goya          | Najlepszy film europejski                                    | Scoop – Gorący temat   | Nominacja |
| 2006 | Goya          | Najlepszy film europejski                                    | Wszystko gra           | Wygrana   |
| 1985 | FF w Cannes   | Międzynarodowa Federacja Krytyków Filmowych#Nagroda FIPRESCI | Purpurowa róża z Kairu | Wygrana   |
| 1995 | MFF w Wenecji | Honorowy Złoty Lew                                           |                        | Wygrana   |
| 1983 | MFF w Wenecji | Nagroda im. Francesco Pasinettiego                           | Zelig                  | Wygrana   |

## Filmografia

### Reżyser
- 1966: Jak się masz koteczku?
- 1969: Bierz forsę i w nogi
- 1971: Men of Crisis: The Harvey Wallinger Story
- 1971: Bananowy czubek
- 1972: Wszystko, co chcielibyście wiedzieć o seksie, ale baliście się zapytać
- 1973: Śpioch
- 1975: Miłość i śmierć
- 1977: Annie Hall
- 1978: Wnętrza
- 1979: Manhattan
- 1980: Wspomnienia z gwiezdnego pyłu
- 1982: Seks nocy letniej
- 1983: Zelig
- 1984: Danny Rose z Broadwayu
- 1985: Purpurowa róża z Kairu
- 1986: Hannah i jej siostry
- 1987: Wrzesień
- 1987: Złote czasy radia
- 1988: Inna kobieta
- 1989: Nowojorskie opowieści
- 1989: Zbrodnie i wykroczenia
- 1990: Alicja
- 1991: Cienie we mgle
- 1992: Mężowie i żony
- 1993: Tajemnica morderstwa na Manhattanie
- 1994: Strzały na Broadwayu
- 1994: Nie wkładaj palca między drzwi
- 1995: Jej wysokość Afrodyta
- 1996: Wszyscy mówią: kocham cię
- 1997: Przejrzeć Harry’ego
- 1998: Celebrity
- 1999: Słodki drań
- 2000: Drobne cwaniaczki
- 2001: Klątwa skorpiona
- 2001: Sounds From a Town I Love
- 2002: Koniec z Hollywood
- 2003: Życie i cała reszta
- 2004: Melinda i Melinda
- 2005: Wszystko gra
- 2006: Scoop – Gorący temat
- 2007: Sen Kasandry
- 2008: Vicky Cristina Barcelona
- 2009: Co nas kręci, co nas podnieca
- 2010: Poznasz przystojnego bruneta
- 2011: O północy w Paryżu
- 2012: Zakochani w Rzymie
- 2013: Blue Jasmine
- 2014: Magia w blasku księżyca
- 2015: Nieracjonalny mężczyzna
- 2016: Śmietanka towarzyska
- 2017: Na karuzeli życia
- 2019: W deszczowy dzień w Nowym Jorku
- 2020: Hiszpański romans
- 2023: Niewierni w Paryżu

### Scenarzysta
- 1950–1955: The Colgate Comedy Hour
- 1954: The Tonight Show
- 1954–1957: Caesar's Hour
- 1956–1957: Stanley
- 1962: The Laughmaker
- 1963: The Sid Caesar Show
- 1965: Co słychać, koteczku?
- 1966: Jak się masz koteczku?
- 1967: Casino Royale
- 1969: Bierz forsę i w nogi
- 1969: Nie wkładaj palca między drzwi
- 1970: Kotku, kotku, kocham cię
- 1971: Bananowy czubek
- 1971: Men of Crisis: The Harvey Wallinger Story
- 1972: Wszystko, co chcielibyście wiedzieć o seksie, ale baliście się zapytać
- 1972: Zagraj to jeszcze raz, Sam
- 1973: Śpioch
- 1975: Miłość i śmierć
- 1977: Annie Hall
- 1978: Wnętrza
- 1979: Manhattan
- 1980: Wspomnienia z gwiezdnego pyłu
- 1982: Seks nocy letniej
- 1983: Zelig
- 1984: Danny Rose z Broadwayu
- 1985: Purpurowa róża z Kairu
- 1986: Hannah i jej siostry
- 1986: Meetin' WA
- 1987: Złote czasy radia
- 1987: Wrzesień
- 1988: Inna kobieta
- 1989: Nowojorskie opowieści
- 1989: Zbrodnie i wykroczenia
- 1990: Alicja
- 1992: Cienie we mgle
- 1992: Mężowie i żony
- 1993: Tajemnica morderstwa na Manhattanie
- 1994: Nie wkładaj palca między drzwi
- 1994: Strzały na Broadwayu
- 1995: Jej wysokość Afrodyta
- 1996: Wszyscy mówią: kocham cię
- 1997: Count Mercury Goes to the Suburbs
- 1997: Przejrzeć Harry’ego
- 1998: Celebrity
- 1999: Słodki drań
- 2000: Drobne cwaniaczki
- 2001: Klątwa skorpiona
- 2001: Sounds From a Town I Love
- 2002: Koniec z Hollywood
- 2003: Życie i cała reszta
- 2004: Melinda i Melinda
- 2005: Wszystko gra
- 2006: Scoop – Gorący temat
- 2007: Sen Kasandry
- 2008: Vicky Cristina Barcelona
- 2009: Co nas kręci, co nas podnieca
- 2010: Poznasz przystojnego bruneta
- 2011: O północy w Paryżu
- 2012: Zakochani w Rzymie
- 2013: Blue Jasmine
- 2014: Magia w blasku księżyca
- 2015: Nieracjonalny mężczyzna
- 2016: Śmietanka towarzyska
- 2017: Na karuzeli życia
- 2019: W deszczowy dzień w Nowym Jorku
- 2020: Hiszpański romans
- 2023: Niewierni w Paryżu

### Aktor
- 1965: Co słychać, koteczku? jako Victor Skakapopulis
- 1966: Jak się masz koteczku? jako narrator/gospodarz/głos
- 1967: Casino Royale jako Jimmy Bond/Dr Noah
- 1969: Bierz forsę i w nogi jako Virgil Starkwell
- 1971: Men of Crisis: The Harvey Wallinger Story jako The Harvey Wallinger Story (TV)
- 1971: Bananowy czubek jako Fielding Mellish
- 1972: Wszystko, co chcielibyście wiedzieć o seksie, ale baliście się zapytać jako Victor/Fabrizio/Głupiec/Plemnik
- 1972: Zagraj to jeszcze raz, Sam jako Allan
- 1973: Śpioch jako Miles Monroe
- 1975: Miłość i śmierć jako Boris Dimitrovich Grushenko
- 1976: Figurant jako Howard Prince
- 1977: Annie Hall jako Alvy Singer
- 1979: Manhattan jako Isaac Davis
- 1980: Wspomnienia z gwiezdnego pyłu jako Sandy Bates
- 1982: Seks nocy letniej jako Andrew
- 1983: Zelig jako Leonard Zelig
- 1984: Danny Rose z Broadwayu jako Danny Rose
- 1986: Hannah i jej siostry jako Mickey
- 1987: Król Lear jako pan Alien
- 1987: Złote czasy radia jako narrator
- 1989: Zbrodnie i wykroczenia jako Cliff Stern
- 1989: Nowojorskie opowieści jako Sheldon Mills
- 1991: Scenes from a Mall jako Nick
- 1992: Cienie we mgle jako Kleinman
- 1992: Mężowie i żony jako Gabe Roth
- 1993: Tajemnica morderstwa na Manhattanie jako Larry Lipton
- 1994: Nie wkładaj palca między drzwi jako Walter Hollander
- 1995: Słoneczni chłopcy jako Al Lewis
- 1995: Jej wysokość Afrodyta jako Lenny
- 1996: Wszyscy mówią: kocham cię jako Joe
- 1997: Przejrzeć Harry’ego jako Harry Block
- 1998: Oszuści jako dyrektor teatru
- 1998: Mrówka Z jako Z-4195 (głos)
- 2000: Drobne cwaniaczki jako Ray Winkler
- 2000: Człowiek firmy
- 2000: Dar z nieba jako Tex Cowley
- 2001: Klątwa skorpiona jako C.W. Briggs
- 2002: Koniec z Hollywood jako Val Waxman
- 2003: Życie i cała reszta jako David Dobel
- 2006: Scoop – Gorący temat jako Sid Waterman
- 2012: Zakochani w Rzymie jako Jerry
- 2013: Casanova po przejściach jako Murray

### Kompozytor
- 1973: Śpioch
- 1997: Wild Man Blues

## Twórczość literacka

### Opublikowane sztuki teratralne
- 1967 Don’t Drink the Water: A comedy in two acts
- 1969 Play It Again, Sam – wyd. pol. Zagraj to jeszcze raz, Sam, Phantom Press International, 1993
- 1975 God: A comedy in one act
- 1981 The Floating Light Bulb
- 2003 Three One-Act Plays: Riverside Drive / Old Saybrook / Central Park West
- 2005 Writer’s Block: Two One-Act Plays
- Selected Plays – wyd. pol. Allen na scenie, Rebis, 2011

### Nieopublikowane sztuki teatralne
- 2004 A Second Hand Memory: A drama in two acts

### Zbiory opowiadań
- 1971 Getting Even – wyd. pol. Wyrównać rachunki, Zysk i S-ka, 2000
- 1975 Without Feathers – wyd. pol. Bez piór, Phantom Press International, 1992
- 1980 Side Effects – wyd. pol. Skutki uboczne, Inter Esse, 1991
- 2007 Mere Anarchy – wyd. pol. Czysta anarchia, Rebis, 2008

### Wspomnienia
- A propos niczego. Autobiografia (Apropos of Nothing), tłum. [Mirosław P. Jabłoński], D.W. Rebis, Poznań 2020

### Antologie
- 1992 Complete Prose of Woody Allen
- 1998 Knights of Madness: Further Comic Tales of Fantasy – wyd. pol. Obłędni rycerze, Prószyński i S-ka, 2009 – zawiera opowiadanie pt. Potępiony
- 2007 The Insanity Defense: The Complete Prose – wyd. pol. Obrona szaleństwa, Rebis, 2008
- 2015  My New York: Famous New Yorkers Talk About the Big Apple – wyd. pol. Mój Nowy Jork: Słynni nowojorczycy opowiadają o swoim mieście, Burda National Geographic, 2015